# Діалюзія
Діалюзія (рос. диалюзия, англ. dialusion, нім. Dialusion f) – у мінералогії - поступове зменшення ізоморфних та ендокриптних домішок у ході кристалізації будь-якого мінералу при охолодженні природної системи.